# Hans Krasensky
Hans Krasensky (* 2. Juli 1903 in Wien; † 15. November 2006) war ein österreichischer Wirtschaftspädagoge.

## Leben
Hans Krasensky war von 1951 bis 1973 Ordinarius für Bankbetriebslehre und gleichzeitig von 1951 bis 1971 Ordinarius für Wirtschaftspädagogik an der Hochschule für Welthandel. 
Krasensky gilt als Pionier der Wirtschaftspädagogik an der WU Wien. Schon in den frühen Sechzigerjahren beschäftigte er sich mit der Entwicklung des Leasings und Immobilieninvestmentfonds. Bereits 1935 veröffentlichte der Autor zahlreicher Publikationen das Werk „Grundzüge der Wirtschaftspädagogik, entwickelt aus dem Objekt der Betriebswirtschaftslehre“. 
Krasensky war neben seiner wissenschaftlichen Tätigkeit auch als Geschäftsführer der Österreichischen Bankwissenschaftlichen Gesellschaft und des Österreichischen Instituts für Sparkassenforschung tätig. Er trat stets dafür ein, die Integration von Allgemeinbildung und Berufsbildung zu fordern und dieses Ansinnen gleichzeitig durch bildungspolitische Maßnahmen in Österreich zu fördern. 